# Павел Рачковський
Павел Рачковський (пол. Paweł Raczkowski; нар. 10 травня 1983, Варшава, Польща) — польський футбольний арбітр Екстракляси Польщі з 2010, ФІФА (з 2013).

## Кар'єра
Судить матчі польської Екстракляси з 2010 року, суддя ФІФА з 1 січня 2013 року.
У липні 2013 року дебютує у кваліфікаційному раунді Ліги Європи УЄФА, а у липні 2014 Лізі чемпіонів.
З травня 2014 судить матчі між національними збірними.

## Статистика

### Ліга чемпіонів
| Раунд          | Дата       | Матч                                      | Жовті картки | Червоні картки | Пенальті  |
| -------------- | ---------- | ----------------------------------------- | ------------ | -------------- | --------- |
| II раунд       | 16.07.2014 | Динамо (Тбілісі) 0 – 1 Актобе             | 5 (1 + 4)    | 0              | 0         |
| II раунд       | 22.07.2015 | Стяуа 2 – 3 Тренчин                       | 5 (2 + 3)    | 1 (0 + 1)      | 1 (1 + 0) |
| III раунд      | 02.08.2016 | АПОЕЛ 3 – 0 Русенборг                     | 8 (4 + 4)    | 0              | 0         |
| Груповий раунд | 02.10.2018 | Рома 5 – 0 Вікторія (Пльзень)             | 2 (1 + 1)    | 0              | 0         |
| Груповий раунд | 18.09.2019 | Баєр 04 1 – 2 Локомотив (Москва)          | 2 (1 + 1)    | 0              | 0         |
| Груповий раунд | 06.11.2019 | Баварія (Мюнхен) 2 – 0 Олімпіакос (Пірей) | 0            | 0              | 0         |
| Разом          | –          | 6                                         | 22           | 1              | 1         |

### Ліга Європи
| Раунд         | Дата       | Матч                                   | Жовті картки | Червоні картки | Пенальті  |
| ------------- | ---------- | -------------------------------------- | ------------ | -------------- | --------- |
| II раунд      | 18.07.2013 | Іртиш 3 – 2 Широкі Брієг               | 6 (2 + 4)    | 0              | 0         |
| III раунд     | 07.08.2014 | Торіно 4 – 0 Броммапойкарна            | 1 (0 + 1)    | 0              | 0         |
| Груповий етап | 11.12.2014 | Ред Булл (Зальцбург) 5 – 1 Астра       | 4 (3 + 1)    | 0              | 0         |
| III раунд     | 06.08.2015 | Воєводина 0 – 2 Сампдорія              | 8 (1 + 7)    | 0              | 0         |
| Груповий етап | 01.10.2015 | Молде 1 – 1 Аякс (Амстердам)           | 5 (1 + 4)    | 0              | 0         |
| Груповий етап | 22.10.2015 | Партизан 0 – 2 Атлетік (Більбао)       | 5 (2 + 3)    | 0              | 0         |
| Груповий етап | 26.11.2015 | Вільярреал 1 – 0 Рапід (Відень)        | 5 (3 + 2)    | 0              | 0         |
| IV раунд      | 18.08.2016 | Гетеборг 1 – 0 Карабах (Агдам)         | 4 (2 + 2)    | 0              | 0         |
| Груповий етап | 15.09.2016 | Сассуоло 3 – 0 Атлетік (Більбао)       | 3 (2 + 1)    | 0              | 0         |
| Груповий етап | 03.11.2016 | Аякс (Амстердам) 3 – 2 Сельта          | 7 (4 + 3)    | 0              | 0         |
| Груповий етап | 24.11.2016 | Аустрія (Відень) 1 – 2 Астра (Джурджу) | 10 (3 + 7)   | 1 (1 + 0)      | 1 (0 + 1) |
| 1/16 фіналу   | 22.02.2017 | Фенербахче 1 – 1 Краснодар             | 8 (4 + 4)    | 0              | 0         |
| IV раунд      | 24.08.2017 | Естерсунд 2 – 0 ПАОК                   | 9 (5 + 4)    | 0              | 0         |
| Груповий етап | 28.09.2017 | Лудогорець 2 – 1 Гоффенгайм 1899       | 7 (2 + 5)    | 0              | 0         |
| Груповий етап | 02.11.2017 | Маккабі (Тель-Авів) 0 – 1 Астана       | 2 (1 + 1)    | 0              | 0         |
| Груповий етап | 23.11.2017 | Олімпік (Ліон) 4 – 0 Аполлон (Лімасол) | 4 (2 + 2)    | 0              | 0         |
| 1/16 фіналу   | 13.02.2018 | Црвена Звезда 0 – 0 ЦСКА (Москва)      | 2 (0 + 2)    | 0              | 0         |
| Груповий етап | 25.10.2018 | Сарпсборг 08 1 – 1 Мальме              | 3 (1 + 2)    | 0              | 0         |
| Разом         | –          | 18                                     | 93           | 1              | 1         |

### Матчі національних збірних
| Дата              | Місце проведення   | Збірні                | Рахунок | Турнір                    | ЖК | YK · YK · RK | RK |
| ----------------- | ------------------ | --------------------- | ------- | ------------------------- | -- | ------------ | -- |
| 27 травня 2014    | Сайтама, Японія    | Японія – Кіпр         | 1 – 0   | Товариський матч          | 1  | 0            | 0  |
| 18 листопада 2014 | Дублін, Ірландія   | Ірландія – США        | 4 – 1   | Товариський матч          | 6  | 0            | 0  |
| 17 листопада 2015 | Жиліна, Словаччина | Словаччина – Ісландія | 3 – 1   | Товариський матч          | 1  | 0            | 0  |
| 10 жовтня 2016    | Лоуле, Португалія  | Гібралтар – Бельгія   | 0 – 6   | Кваліфікація ЧС 2018      | 1  | 0            | 0  |
| 11 листопада 2016 | Та'Калі, Мальта    | Мальта – Словенія     | 0 – 1   | Кваліфікація ЧС 2018      | 6  | 0            | 0  |
| 5 вересня 2017    | Кишинів, Молдова   | Молдова – Уельс       | 0 – 2   | Кваліфікація ЧС 2018      | 5  | 0            | 0  |
| 10 листопада 2017 | Лондон, Англія     | Англія – Німеччина    | 0 – 0   | Товариський матч          | 2  | 0            | 0  |
| 14 жовтня 2018    | Сочі, Росія        | Росія – Туреччина     | 2 – 0   | Ліга націй УЄФА 2018—2019 | 3  | 0            | 0  |